# Wistow (Yorkshire del Norte)
Wistow es una localidad situada en el condado de Yorkshire del Norte, en Inglaterra (Reino Unido), con una población estimada, a mediados de 2019, de 1323 habitantes.
Se encuentra ubicada al norte de la región Yorkshire y Humber, cerca de la frontera con la región Nordeste de Inglaterra, de los montes Peninos, de la costa del mar del Norte y de las ciudades de York y Northallerton —la capital del condado—.